# Ciklesonid
Ciklesonid je glukokortikoid koji se koristi za tretiranje astme i alergijskog rinitisa. On je u prodaji pod imenom Alvesco za astmu i Omnaris, Omniair, i Zetonna za groznicu u SAD i Kanadi. U toku su klinička ispitivanja faze 3 trials za primenu u tretmanu polenske groznice. Lek je odobren za odrasle osobe i decu uzrasta 12 godina i stariju u SAD od oktobra 2006. Nuspojave ovog leka su glavobolja, krvarenje nosa i zapaljenje nosa i grla.

## Osobine
Ciklesonid je organsko jedinjenje, koje sadrži 32 atoma ugljenika i ima molekulsku masu od 540,688 .
| Osobina                  | Vrednost |
| ------------------------ | -------- |
| Broj akceptora vodonika  | 7        |
| Broj donora vodonika     | 1        |
| Broj rotacionih veza     | 6        |
| Particioni koeficijent ( | 4,7      |
| Rastvorljivost (logS, log(mol/L))       | -6,5     |
| Polarna površina (PSA, Å2)  | 99,1     |

## Literatura
- Hardman JG, Limbird LE, Gilman AG (2001). Goodman & Gilman's The Pharmacological Basis of Therapeutics (10. изд.). New York: McGraw-Hill. ISBN 0071354697. doi:10.1036/0071422803.
- Thomas L. Lemke; David A. Williams, ур. (2007). Foye's Principles of Medicinal Chemistry (6. изд.). Baltimore: Lippincott Willams & Wilkins. ISBN 0781768799.
- Rossi S (Ed.) (2006). Australian Medicines Handbook 2006. Adelaide: Australian Medicines Handbook.  978-0-9757919-2-9

## Spoljašnje veze
|  | Molimo Vas, obratite pažnju na važno upozorenje u vezi sa temama iz oblasti medicine (zdravlja). |